# M&M's Kart Racing
M&M's Kart Racing es un videojuego de carreras de karts de 2007 desarrollado por Frontline Studios en coproducción con Calaris Studios y publicado por Destination Software. Basado en la licencia de M&M's, se publicó para Wii en 2007 y para Nintendo DS en 2008. Es la sexta entrega de la serie de videojuegos de M&M's. Siguió a M&M's Break' Em, un videojuego de puzles de 2007 para Game Boy Advance y DS, y fue sucedido por M&M's Adventure, un juego de acción y aventuras de 2008 para Wii y DS.
La jugabilidad de M&M's Kart Racing gira en torno a los modos para un jugador y multijugador, en los que cada jugador controla a uno de los cinco personajes jugables de M&M's, que corren en karts por circuitos de formas y temas variados. Tanto la versión de Wii como la de DS fueron muy criticadas por los críticos, que criticaron sus pobres gráficos, el manejo de los vehículos y el diseño de los niveles, la falta de objetos y música, y la decepcionante implementación de la licencia M&M's. En retrospectiva, se considera uno de los peores juegos de carreras de todos los tiempos.

## Sistema de juego
M&M's Kart Racing es un videojuego de carreras de karts en el que cada jugador controla a uno de los cinco M&M's sensibles (rojo, amarillo, azul, verde o naranja), que son los personajes jugables del juego. El resto de personajes están controlados por inteligencia artificial (IA). Aunque el carácter de un jugador no influye en su rendimiento, los vehículos de carreras varían en velocidad, aceleración, manejo y frenado.
Todos los modos de M&M's Kart Racing se centran en la carrera de al menos un jugador a través de una o más pistas de carreras basadas en entornos únicos, como un volcán de chocolate, una fábrica de chocolate, un bosque, una granja, un portaaviones, una casa, una ciudad, el Ártico, una nave espacial alienígena y un coliseo basado en el de la Antigua Roma. La versión Wii del juego incluye un total de 15 pistas. Los jugadores pueden recoger monedas de chocolate repartidas por cada pista de carreras. Estas monedas pueden utilizarse para desbloquear vehículos adicionales en el garaje, como un aerodeslizador y un todoterreno. Cada jugador controla su vehículo con un mando de Wii, inclinándolo para girar y pulsando un botón para acelerar. En la línea de salida, el jugador puede girar rápidamente el mando de Wii para conseguir un impulso turbo que dura entre tres y cinco segundos.
Uno de los modos de juego para un jugador de la versión de Wii, Carrera rápida, consiste en competir contra oponentes controlados por el ordenador en un único circuito. Otra experiencia para un solo jugador, el Modo Entrenamiento, permite al jugador conducir solo en cualquier pista elegida para practicar. En el modo Arcade, el jugador debe acumular tantos puntos como sea posible recogiendo objetos y realizando acrobacias, como saltar o conducir sobre dos ruedas. En el modo Torneo, el jugador compite contra pilotos controlados por ordenador en los 15 circuitos, y sus posiciones finales, las acrobacias realizadas y los objetos recogidos se tienen en cuenta en su puntuación. Es necesario jugar en el modo Torneo para desbloquear ciertas pistas avanzadas. Hay dos modos de juego multijugador con pantalla dividida: Carrera rápida, una carrera de una vuelta con solo jugadores humanos, y A todo gas, una carrera de tres vueltas con corredores humanos y de la IA.
La versión del juego para Nintendo DS difiere de la de Wii en varios aspectos. Uno de los modos para un jugador es el Modo Torneo, en el que el jugador compite en varios circuitos, pudiendo repetirlos e intercambiar vehículos y personajes entre carreras. El otro modo para un jugador es Contrarreloj, en el que el jugador tiene que correr lo más rápido posible mientras recoge potenciadores de tiempo y llega a ciertas zonas antes de que expire el temporizador, aunque el tiempo no se registra. Aunque el modo multijugador en un solo cartucho no es compatible, hasta cinco jugadores humanos pueden competir a través del modo multijugador local, siempre que cada uno tenga su propia copia del juego.
Otras diferencias son que la versión de DS cuenta con 11 circuitos en lugar de 15 y que el D-pad se utiliza para dirigir los vehículos, y las huellas se cubren de niebla para disimular la distancia. La pantalla inferior muestra un mapa de la pista mientras el jugador compite, y hay flechas en las pistas que aumentan mucho, pero brevemente, la velocidad del jugador. Además, hay potenciadores adicionales, como un misil teledirigido que permite al jugador ralentizar a los corredores que tiene delante, un barril de aceite para ralentizar a los corredores que tiene detrás, una taza de chocolate caliente que aumenta brevemente la velocidad y una bolsa de M&M's que rellena el depósito de combustible, que ralentiza al jugador cuando se agota. Otros objetos coleccionables son los M&M's de colores del arco iris que mejoran la puntuación del jugador, así como los M&M's gigantes que aparecen en el modo Contrarreloj como puntos de control.

## Desarrollo y lanzamiento
M&M's Kart Racing fue desarrollado por Frontline Studios en coproducción con Calaris Studios. El juego fue publicado por Destination Software, que ya había publicado M&M's Break' Em, un videojuego de puzles de 2007 para Game Boy Advance y Nintendo DS. M&M's Kart Racing también fue publicado por Zoo Digital Publishing en el Reino Unido. Jakub Goryszewski fue el director del juego, mientras que James Davis fue su productor. Además, Sebastian Zielinski programó el juego, Dominik Zielinski fue su artista y Lukasz Stasinski fue su compositor.
La versión para Wii de M&M's Kart Racing salió a la venta en Australia el 29 de noviembre de 2007. La versión para Wii se lanzó posteriormente en Norteamérica el 5 de diciembre de 2007, y la versión para DS salió a la venta en la misma región el 24 de marzo de 2008. Ambas versiones del juego salieron a la venta en Europa el 25 de abril de 2008.

## Recepción
M&M's Kart Racing fue muy criticado en su lanzamiento. En la web de análisis de videojuegos GameRankings, el juego tiene una puntuación del 23 % y el 22 % para las versiones de Wii y DS, respectivamente, su puntuación media del 22,5 % le valió el premio Guinness World Records Gamer's Edition 2011 al juego de karts peor valorado. M&M's Kart Racing apareció en Joystiq el 17 de noviembre de 2007 como «El vídeo más hilarantemente atroz de la actualidad», y Scott Jon Siegel se refirió a él como «un verdadero testamento de la forma incorrecta de construir un coche de carreras de karts». GameSpot nombró a M&M's Kart Racing el «Peor juego sin paliativos» en sus premios «Lo mejor de 2008».
En su análisis de la versión Wii del juego para IGN, Lucas M. Thomas lo consideró un clon de Mario Kart y criticó el diseño de los niveles, señalando la falta de objetos y atajos, Louis Bedigian de GameZone añadió que los niveles eran «incómodos, abarrotados y sin mucho sentido». Thomas y Bedigian señalaron que las zonas interiores eran difíciles de recorrer debido a la estrechez de las puertas. Los críticos también criticaron la tasa de imágenes por segundo del juego, especialmente en los modos multijugador. Thomas también criticó la falta de un modo para cuatro jugadores, las largas pantallas de carga entre carreras y el hecho de que no se incorporaran «las alegres personalidades de los personajes de M&M's» a la jugabilidad. Bedigian también expresó su descontento con la cámara del juego, así como con su música y doblaje repetitivos.
En un análisis de la versión para DS de M&M's Kart Racing para GameSpot, Justin Calvert escribió que el juego «no hace casi nada bien» y «no tiene prácticamente ninguna característica redentora». Calvert comparó negativamente el juego con Mario Kart DS, señalando menos objetos y opciones multijugador. En su análisis de la versión de DS para IGN, Jack Devries opinaba lo mismo: «M&M's Kart Racing no tiene nada de bueno», y concluía que «se ve, se juega y suena fatal», además de que apenas utiliza la licencia de M&M's. Devries consideraba que el juego era «absurdamente fácil, lo que está bien porque controlar los karts es un coñazo». Calvert y Devries coincidieron en que los cursos eran «poco inspirados», este último afirmó que, aparte de la fábrica de chocolate, M&M's era irrelevante. Ambos críticos también criticaron el modo Torneo, y Devries opinó que carecía de progresión y Calvert afirmando que carecía de desafío debido a que permitía a los jugadores reintentar las carreras tantas veces como fuera necesario. Devries añadió que el modo Contrarreloj no servía para nada porque no registraba el tiempo del jugador.
En cuanto a los efectos visuales de la versión para DS, Devries afirmó que los personajes quedaban a menudo ocultos por sus vehículos, mientras que los campos estaban envueltos en niebla para disimular la «abismalmente pequeña» distancia de dibujado. Evan Campbell de Nintendojo condenó la «presentación absolutamente deprimente», citando «texturas borrosas, distancias de dibujado horrendas y una falta total de creatividad». Campbell criticó además el repetitivo doblaje y la banda sonora, y escribió que «posiblemente sea el peor audio de Nintendo DS». Justin Calvert de GameSpot también criticó la «chirriante banda sonora en bucle» y los «efectos de sonido que no aportan nada positivo a la experiencia». Campbell y Devries declararon que la cámara no giraba para seguir el kart del jugador durante los giros. Además, tanto Calvert como Campbell criticaron la ausencia de una opción multijugador en un solo cartucho, este último señalando que se podría haber aprovechado la función Download Play de la DS.
Retrospectivamente, M&M's Kart Racing está considerado como uno de los peores juegos de carreras de todos los tiempos. Fue uno de los seis títulos incluidos en la lista de 2010 de GameZone de «Los juegos de carreras más pésimos de la historia» debido a su baja tasa de imágenes por segundo y sus diálogos repetitivos. GamesRadar+ clasificó M&M's Kart Racing en el puesto 32 de su lista de 2017 de «Los 50 peores juegos de todos los tiempos», criticando los controles de movimiento, los efectos visuales y la falta de objetos de la versión de Wii. La misma publicación también incluyó el juego en su lista de 2014 de «Los juegos de carreras de karts más olvidables jamás lanzados», citando sus gráficos «implacablemente mundanos», sus circuitos sencillos y la falta de objetos. TheGamer opina que el juego «tiene la calidad gráfica de un juego barato de PlayStation 2», Nintendo Life añade que «no aprovecha al máximo la licencia», y Screen Rant se quejaron de la «escasa o nula variedad de opciones de juego», aunque afirmaron que no era demasiado difícil para los jugadores más jóvenes. Varias publicaciones señalaron que «¡Acercándonos a la barrera del sonido!» era una frase tristemente célebre en el juego.